# Аликант Буше
Аликант(е) Буше (фр. Alicante Bouschet) — технический (винный) сорт винограда, используемый для производства насыщенных, густо окрашенных красных вин, главным образом в португальском регионе Алентежу. Часто используется в купажах с другими сортами. Принадлежит к сортам-красильщикам, то есть отличается окрашенным соком и мякотью (что не позволяет изготовлять из него белые вина).

## История
Сорт выведен в Могио (фр. Mauguio) в 1855 году французским селекционером Анри Буше скрещиванием испанского сорта Аликанте (более известного как Гренаш) с сортом Пти Буше, выведенным в 1824 году его отцом Луи Буше. В том же 1855 году Анри Буше был получен сорт Аликант Буше 1, а в 1865 или в 1866 году от тех же родителей им был получен Аликант Буше 2. Эти два сорта не получили распространения, но их имена используются как синонимы Аликант Буше.
При замене виноградников, повреждённых филлоксерой, многие виноделы Южной Франции решили высадить кусты Пти Буше, а затем и Аликанта Буше для добавления цвета жидкому вину, получаемому ими из наиболее урожайных и неприхотливых сортов. В 1958 году сорт занимал на французских виноградниках площадь в 24 168 га, которая сократилась к 2011 году более чем в 6 раз.
В США сорт-красильщик был востребован во время действия сухого закона. Благодаря своей толстой кожице виноград Аликант Буше лучше других сортов переносил транспортировку из Калифорнии в Нью-Йорк. Сочность его ягод, из которых можно было выжать сок даже после третьего отжима, позволяла получать больше виноматериала. После отмены сухого закона (и переключения американских виноделов с количества на качество) сорт утратил популярность.

## География
Сорт культивируют во Франции, Испании, Северной Африке, Израиле, Чили, США. Особенно популярен с 1990-х годов в португальском регионе Алентежу, где из него изготавливают недешёвые вина высокого качества.
В Испании, где этот сорт называют Гарнача Тинторера (исп. Garnacha Tintorera), это пятый по популярности технический сорт чёрного винограда, занимающий (по данным 2015 года) площади в 22,5 тыс. га.

## Основные характеристики
Кусты среднерослые.

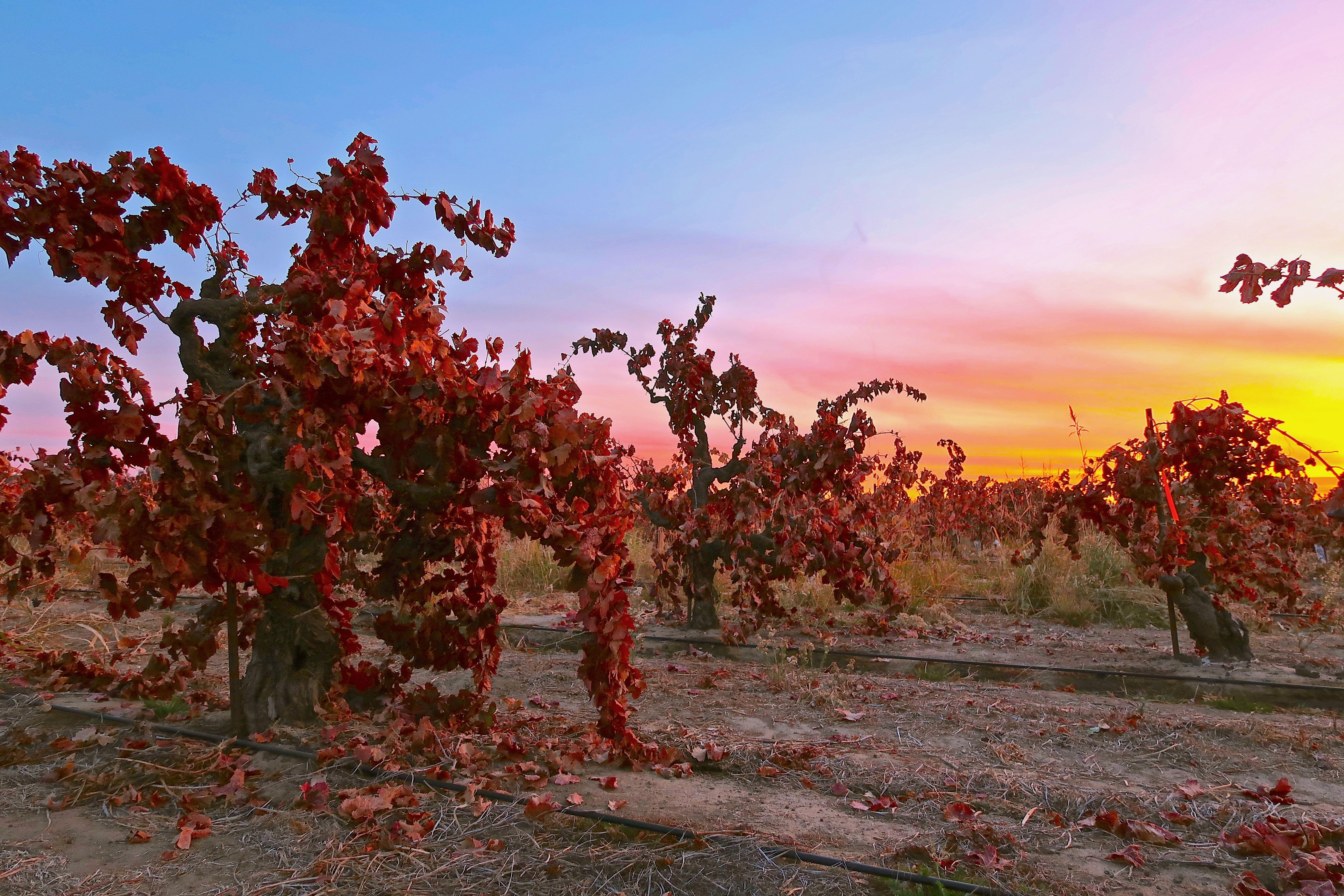
Поздней осенью листья Аликанта живописно багрянеют

Листья крупные, среднерассечённые, c загнутыми вниз краями, тёмно-зеленые, гладкие, матовые, снизу среднеопушенные.
Цветок обоеполый.
Грозди средние, ширококонические, плотные, ветвистые.
Ягоды средние, округлые, синевато-чёрные. Кожица толстая, покрыта синим восковым налётом. Мякоть сочная. Сок интенсивно окрашен.
Сорт среднего периода созревания. Период от начала распускания почек до съёмной зрелости ягод составляет 170 дней при сумме активных температур 3000°С.  
Урожайность — 65—70 ц/га.
Сорт неморозоустойчив и незасухоустойчив. Повреждается оидиумом, мильдью и антракнозом, восприимчив к серой гнили.

## Применение
Используется для усиления окраски красных вин путем купажирования. Моносортовые вина получаются тёмные, насыщенные и концентрированные. Молодые вина не обладают сложностью и утонченностью во вкусе и аромате. Вино обладает потенциалом к хранению.

## Синонимы[4]
Alicant de Pays, Alicante, Alicante Bouchet, Alicante Bouschet 2, Alicante Extra Fertile, Alicante Femminello, Alicante H. Boushet, Alicante Henri Bouschet, Alicante Nero, Alicante Noir, Alicante Tinto, Alicantina, Alikant Buse, Alikant Buse Bojadiser, Alikant Bushe, Alikant Bushe Ekstrafertil, Аликант Буше №2, Аликант Генри Буше, Alikante Henri Bouschet, Aragonais, Aragones, Arrenaou, Baga, Bakir Uezuemue, Barvarica, Blasco, Bojadiserka, Carignan Jaune, Cupper Grape, Dalmatinka, Garnacha, Garnacha Tintorera, Lhadoner, Kambuša, Moraton, Mouraton, Murviedro, Negral, Pe de Perdiz, Pe de Pombo, Petit Bouschet, Redondal, Rivesaltes, Rivos Altos, Roussillon, Rouvaillard, Sumo tinto, Tinta Fina, Tinta Francesa, Tinto, Tinto Nero, Tinto velasco, Tintorera, Tintorera de Liria, Tintorera de Longares, Tinturao, Uva di Spagna.